# Репа Катерина Вікторівна
Репа Катерина Вікторівна (2 листопада 1979, Одеса, УРСР) — українська художниця, письменниця, дизайнерка, модель.

## Біографія
Катерина Репа народилася в Одесі. Закінчила Одеський Гідрометеорологічний інститут, а після цього зробила кар'єру моделі, працюючи в Парижі, Москві, Мілані та Шанхаї. Вона брала участь у показах відомих брендів, таких як Armani, Versace, Ann Demeulemeester, Hugo Boss, Sonia Rykiel, Jil Sander, Antonio Marras, Julien Macdonald та інші. Також знімалася для модних історій в журналах PlayBoy, FHM.
Окрім модної індустрії, Катерина активно працює як художниця у жанрах живопису, графіки, скульптури та інших формах візуального мистецтва. Її роботи були представлені на численних міжнародних виставках, аукціонах та арт-ярмарках у Європі, Азії та Америці. Роботи Катерини знаходяться в приватних колекціях і музеях Південної Кореї та Італії. Вона також співпрацює з галереями в США, Італії та Франції.
Катерина Репа отримала міжнародну премію Леонардо да Вінчі у Флоренції як універсальний художник, а також нагороду в Парижі як цінний художник. Вона брала участь в аукціоні NFT від галереї Нью-Йорку.
З 2012 роцу Катерина займається літературною творчістю, пишучи статті, поєзію, оповідання та романи. Вона переважно працює в жанрах фантастики, іронічної та драматичної прози. Її літературні твори досліджують міжособистісні стосунки та соціальні питання з філософським підґрунтям.
Основна ідея книги «Пригода Люцинди» заснована на теорії суперструн. Цей роман був опублікований у 2016 році і отримав позитивні відгуки за унікальний підхід до поєднання наукових концепцій та художньої літератури.

## Основні виставки
- 2014 Персональна виставка «Дві сторони» галерея «На Чайної» Одеса, Україна
- 2015 Колективна виставка «ІНОЕ2015. ЕКОУРБАНІЗМ LEVEL N1» Музей сучасного мистецтва Одеси, Одеса, Україна
- 2015 Участь у проєкті «Маніфест. Слова народу» IV Одеський бієнале сучасного мистецтва[1] «Manifesto» Музей сучасного мистецтва Одеси, Україна
- 2015 Спільна виставка «Sin mascaras»[2] галерея «Жовті Велетні» Одеського художнього музею, Одеса, Україна
- 2015 Спільна виставка в проєкті «А4.Кулькова ручка» Художній Арсенал, Київ, Україна
- 2017 Персональна виставка «Чекин» галерея Артерія, Музей сучасного мистецтва Одеси, Україна
- 2017 Колективна виставка «Pure White» галерея Spivakovska Art: Ego, Киев, Україна
- 2018 Участь в проєкті «Shred D Art» галерея SCHAU FENSTER, Берлін, Німеччина
- 2018 Колективна виставка проєкту «Blockchain Art», Париж, Брюссель, Люксембург, Амстердам, Берлін, Прага
- 2019 Участь у проєкті «Відкритої групи» «Падаюча тінь Мрії на сади Джардіні»[3] 58 Венеціанського Бієнале, Венеція, Італія
- 2019 Колективна виставка «INSIGHTS»[4] галерея Spivakovska Art: Ego, Київ, Україна
- 2020 Міжнародна віртуальна виставка «OpenArt2019»[5] віртуальна галерея Curat10n, Лондон, Велика Британія
- 2020 Міжнародна виставка «Movement»[6] галерея Espacio, Лондон, Велика Британія
- 2020 Колективна виставка «Середовище існування. Маніфест 2020»[7] галерея Лавра, Київ, Україна
- 2020 Виртуальная международная выставка «Me irl»[8], галерея «Dalton», Джорджия, США
- 2020 Міжнародна онлайн виставка «⚬Dot⚬Dot-Dash»[9], галерея Surface, Ноттінгем, Велика Британія
- 2020 Міжнародна онлайн виставка «Fase 3»[10], проєкт «La Nuova Maniera»[11], Італія
- 2020 Міжнародна виставка «Across the river»[12], культурний центр Інчхон[13], Південна Корея
- 2020 Ярмарок мистецтв «G*ART Fair Seoul»[14], Nanum Gallery Blue[15], Сеул, Південна Корея
- 2020 Міжнародна онлайн виставка «Природа: Мертва?»[16], Beam Collective, Ізраїль
- 2020 Міжнародна виставка «Global Conversation 2020»[17], віртуальній музей до 75 ООН, США
- 2020 І Колумбія бієнале сучасного мистецтва[18] «Pandemia S.O.S Madre Tierra», Богота, Колумбія
- 2020 Міжнародна виставка «Previews»[19], галерея BLECH, Халле, Німеччина
- 2021 Peace No Nukes[20], WILPF[21] Велика Британія, Лондон, Велика Британія
- 2021 Виставка жіночого мистецтва[22], віртуальна галерея KunstMatrix, Берлін, Німеччина
- 2021 За межами кордону, 2-а міжнародна художня виставка, Художній музей Чанг Кіл-Хван, Каннеунг, Південна Корея
- 2021 МОЯ ЛЮБОВ — ВАША ЛЮБОВ, Кожна бієнале жінки, Галерея Superchief NFT, Нью-Йорк, США
- 2021 ЗАРАЗ, 6-а міжнародна групова виставка, Vision Art Media, Тематичний музей Хегеумган, Художній музей Юкюн, Південна Корея
- 2021 Beyond the Shelf, галерея Word Revolt, Атлантік-Біч, Флорида, США
- 2021 Bloom, Surface gallery, Ноттінгем, Велика Британія
- 2021 Open Art Festival, Virtual Mesa gallery Curat10n, Лондон, Велика Британія
- 2021 Ваше обличчя до імені, 22 Гренхенське триєнале, Гренхен, Швейцарія
- 2021 Персональна виставка «Скелет як екосистема», вулична галерея BREVEMENTE, Монтемор-о-Ново, Португалія
- 2021 La Bienal en la Cuadra, IV бієнале Півдня, Сьюдад Тіуна, Венесуела
- 2022 «ЗАРАЗ», Музей Десон, Ванчхон, Південна Корея
- 2022 «ЗРОБИТИ МИСТЕЦТВО, НЕ ВІЙНО»[23], Casoria Contemporary Art Museum, Наполі, Італія
- 2022 НЕ ВИЙДИ З ВІКНА[24], HAZE Gallery, Берлін, Німеччина
- 2022 Міжнародний фестиваль мистецтв у Пусані, Південна Корея
- 2022 Мир та Єдність за допомогою мистецтва — 2-га редакція, 3-й біенале Мистецтвознавчий фестиваль в Алькалі, Музей та Галерея сучасного та сучасного мистецтва та Filarts, Пангасінан, Філіппіни
- 2022 Мистецтво Шопінгу Carrousel du Louvre, виставка стендів відео EA EFFETTO ARTE, Париж, Франція
- 2022 Мистецтво Шопінгу Carrousel du Louvre, стенди «Велике Серце» ACCES, Париж, Франція
- 2023 Нова хвиля Еко, Міжнародний мистецький фестиваль, Пусан, Південна Корея
- 2023 Виставка VR на TMF2023, XOR Space, Німеччина
- 2023 Change to Eco, Міжнародний мистецький фестиваль у Пусані, Пусан, Південна Корея
- 2023 Earth@Ayamonte, Культурний центр Casa Grande, Аямонте, Іспанія
- 2024 Розповіді на полотні, художня галерея Mentativ, Мельбурн, Австралія
- 2024 NET/RRJET Міжнародний проєкт, 12-та Едіція, Expoart.40, Центр Barabar, Приштина, Косово
- 2024 Міжнародний фестиваль мистецтва в Пусані, BIAF 2024, Пусан, Південна Корея
- 2024 «Дух України», Галерея сучасного мистецтва Андреа Інженіто, Мілан, Італія
- 2024 «Утопії Реалістів», Бієнале Технологій, Політехнічний університет Турина, Галерея Paratissima, Турин, Італія
- 2024 «Жива Вода», Ex Fornace Gola, Мілан, Італія

## Творчість
Катерина Репа — це багатодисциплінарна художниця, яка працює в жанрах живопису, скульптури, графіки та візуального мистецтва. У живописі її основна серія робіт, «Скелет як екосистема», зосереджується на екологічних питаннях, зокрема на проблемі надмірного споживання. У скульптурі ключовий проєкт Катерини, «Еволюція», присвячений темі телепортації та досліджує її вплив на розвиток технологій та зміну людського життя.
У графіці Катерина Репа використовує людські форми, поєднуючи стилі аніме з класичними давньогрецькими лініями. Її роботи досліджують різні аспекти екології, технологічного прогресу та людської природи, спонукаючи до роздумів про наслідки нашого споживання та його вплив на довкілля. Художниця також порушує питання еволюції, розглядаючи її крізь призму технологічного розвитку та його впливу на сучасне суспільство.
У проєкті «Еволюція» Катерина досліджує тему телепортації як явища, що стрімко розвивається та впроваджується в різні сфери людської діяльності. Вона створює нові альтернативні реальності, накладаючи їх на звичайний світ і запрошуючи глядача поринути в ці фантазійні виміри, де поєднуються уява, літературні мотиви та візуальний дизайн одягу й аксесуарів.
Твори Катерини Репи спонукають глядачів до роздумів про нашу відповідальність за споживання та його наслідки для довкілля, а також до рефлексії над темою еволюції та можливих змін, які вона приносить. Її роботи — це синтез технологічних ідей та природних форм, що надихають глядачів замислитися над нашим місцем у світі та впливом на навколишнє середовище. Художниця закликає до відповідальності й усвідомлення нашої ролі в збереженні природного балансу.